# Utricularia uniflora
Utricularia uniflora — вид рослин із родини пухирникових (Lentibulariaceae).

## Біоморфологічна характеристика
Листки дрібні й округлі. Пастки є підземними. Вид цвіте навесні та влітку, часто в привабливих групах рослин. U. uniflora легко впізнати за нижнім віночком піднебіння, на якому є два помітні жовті гребенеподібні виступи, обрамлені білими крилатими виступами (як правило, також є одна або дві додаткові пари виступів).

## Середовище проживання
Цей вид є ендеміком південно-східної Австралії, від кордону Квінсленду до Тасманії.
Цей вид зустрічається в сезонно вологих западинах у вересі та протоках на пісковиках; на висотах 0–500 метрів.

## Використання
Цей вид культивується невеликою кількістю ентузіастів роду, комерційна торгівля незначна.